# La Terra (revista)
|  | Per a altres significats, vegeu «La Terra». |

La Terra és el mensual de la Unió de Pagesos de Catalunya fundada el 1980. Segons l'Associació de Publicacions Periòdiques en Català recull la tradició de la premsa sindical agrària catalana.
Ja hi havia una revista La Terra fundada el 1922 per Lluís Companys, que era l'òrgan de premsa d'una organització sindical agrària, la Unió de Rabassaires i Altres Cultivadors del Camp de Catalunya que va desaparèixer durant la repressió franquista. Com d'altres publicacions, agrupacions i entitats cíviques, la Unió de Pagesos va néixer a recer del canvi que s'albirava a mitjans dels anys setanta del segle xx i va fer reviure el títol. El 2010, la revista renascuda complí els seus 30 anys.
La primera etapa va ser la d'un format petit, perquè així es podia amagar i distribuir més fàcilment. Se'n varen fer 7 números. El darrer va sortir l'abril de 1977 en una edició extraordinària dedicada a la campanya de preus. Algunes de les portades d'aquesta època van ser: “Qui t'ha fet rei?” i “La vaga dels tractors”. El setembre i octubre de 1977 es van editar dues revistes de 16 pàgines, de mida foli i a dos colors. La primera amb la portada dedicada a la campanya “Cap poble de Catalunya sense la Unió de Pagesos”.
No es va reprendre l'edició de La Terra fins al març de 1980. El 1993, la revista va obtenir el Premi Nacional de Periodisme.